# Sebastián Pérez Bouquet
Sebastián Pérez Bouquet Pérez (Guadalajara, Jalisco, México, 22 de junio de 2003) es un futbolista mexicano que se desempeña como centrocampista en el Club Atlético de San Luis de la Primera División de México.

## Trayectoria

### Club Deportivo Guadalajara
Debutó como profesional el día domingo 9 de enero de 2022 de la mano del director técnico Marcelo Michel Leaño en el partido que enfrentó al Club Deportivo Guadalajara contra el Mazatlán Fútbol Club, correspondiente a la jornada 1 del Clausura 2022. El encuentro terminaría con un marcador de 3-0 a favor de las Chivas.

## Selección nacional
Pérez Bouquet fue convocado a la sub-16 de México en septiembre de 2019. Fue convocado a un campo de entrenamiento de la sub-20 de México en mayo de 2022.

## Estadísticas
| Club             | País          | Año           | Partidos | Goles | Asist |
| ---------------- | ------------- | ------------- | -------- | ----- | ----- |
| Tapatío          | México        | 2021-2023     | 28       | 7     | 0     |
| Club Guadalajara | México        | 2021-2023     | 15       | 1     | 0     |
| F. C. Juárez     | México        | 2023-2024     | 21       | 0     | 3     |
| C. A. San Luis   | México        | 2025-Act.     | 0        | 0     | 0     |
| Total carrera    | Total carrera | Total carrera | 54       | 8     | 3     |

## Palmarés

### Títulos nacionales
| Título                                   | Club    | País   | Año  |
| ---------------------------------------- | ------- | ------ | ---- |
| Liga de Expansión MX                     | Tapatío | México | 2023 |
| Campeón de Campeones (Liga de Expansión) | Tapatío | México | 2023 |